# 서울중앙우체국
서울중앙우체국(서울中央郵遞局)은 서울특별시 중구 소공로 70에 위치한 우체국이다. 총괄국장은 3급공무원 부이사관에 보한다. 1884년 11월 18일 설치된 우정총국을 모태로 하고 있으며, 현재의 건물은 1905년 7월 1일 경성우편국(京城郵便局)으로 명칭이 바뀌어 이전하였다. 1939년 10월 1일에는 경성중앙우편국(京城中央郵便局)으로, 1949년 8월 13일에는 현재의 이름으로 바뀌어 지금에 이르고 있다. 건물 이름은 포스트타워(Post Tower)이다. 서울 우체국 타워라고 불리기도 한다.

## 기본 정보
- 주소: 서울특별시 중구 소공로 70
- 우편번호: 04535

## 연혁
- 1884년 11월 18일: 우정총국 설치(종로구 견지동, 현 체신기념관)
- 1884년 12월 6일: 갑신정변으로 업무 중단
- 1895년 7월 22일: 한성우체사(종로구 세종로 위치)설치로 업무 재개
- 1905년 7월 1일: 경성우편국으로 개칭(현위치)
- 1939년 10월 1일: 경성중앙우편국으로 개칭
- 1949년 8월 13일: 서울중앙우체국으로 개칭
- 1959년 3월 1일: 야간창구 업무 개시
- 2002년 5월 26일: 서울삼성본관빌딩우체국에서 서울태평로우체국으로 명칭 변경, 서울상공회의소빌딩우체국 폐국[1]
- 2003년 7월 21일: 청사개축 및 임시청사 분리사용 (야간창구 업무: 서울중앙 → 광화문)
- 2004년 8월 1일: 서울극동빌딩우체국 폐국[2]
- 2007년 9월 17일: 신축청사(포스트타워)에서 업무 개시 (야간창구 업무: 광화문 → 서울중앙)
- 2008년 10월 1일: 서울대우빌딩우체국 폐국[3]
- 2010년 7월 1일: 휴일(09:00 ~ 13:00) 및 야간 (평일 18:00 ~ 20:00) 우편창구 운영 폐지
- 2013년 10월 1일: 토요일(09:00 ~ 13:00) 우편창구 운영 폐지
- 2014년 1월 1일: 우편구역을 다음과 같이 고시[4]

| 배달국         | 배달구역    | 구역번호      |
| -------------- | ----------- | ------------- |
| 서울중앙우체국 | 중구 전지역 | 04500 ~ 04637 |

- 2014년 7월 4일: 서울동국대학교우체국 폐국[5]
- 2014년 9월 30일: 서울신당현대우편취급국 위탁계약 해지[6]
- 2014년 10월 1일: 서울신당현대우편취급국 재개국[6]
- 2015년 3월 31일: 동국대학교우편취급국 위탁계약 해지[7]
- 2015년 4월 1일: 동국대학교우편취급국 재개국[7]
- 2016년 10월 4일: 서울을지로6가우체국 폐국[8]
- 2017년 9월 1일: (주)호텔신라우편취급국 폐국[9]
- 2020년 10월 26일: 서울다동우편취급국 폐국[10]
- 2025년 1월 2일: 서울역전우체국 폐국[11]

## 관할 우체국
| 우체국명                 | 사진                           | 주소                                                       | 비고                                                 |
| ------------------------ | ------------------------------ | ---------------------------------------------------------- | ---------------------------------------------------- |
| 동국대학교우체국         |                                | 서울특별시 중구 필동로1길 30 (장충동2가)                   | 2014년 7월 4일 폐국                                  |
| 동국대학교우편취급국     |                                | 서울특별시 중구 필동로1길 30, 명진관 1층 (장충동2가)       |                                                      |
| 서울극동빌딩우체국       |                                | 서울특별시 중구 충무로3가 60-1                             | 2004년 8월 1일 폐국                                  |
| 서울다동우편취급국       |                                | 서울특별시 중구 남대문로 117, 지하1층 (다동)               | 2020년 10월 26일 폐국                                |
| 서울대우빌딩우체국       |                                | 서울특별시 중구 남대문로5가 541 대우센터빌딩 1층           | 2008년 10월 1일 폐국                                 |
| 서울상공회의소빌딩우체국 |                                | 서울특별시 중구 남대문로4가 45                             | 2002년 5월 26일 폐국                                 |
| 서울소공동우체국         |                                | 서울특별시 중구 남대문로1길 34, 1층 (북창동)               |                                                      |
| 서울신당1동우편취급국    |                                | 서울특별시 중구 다산로29길 23 (신당동)                     |                                                      |
| 서울신당동우체국         |                                | 서울특별시 중구 다산로 128-8 (신당동)                      |                                                      |
| 서울신당현대우편취급국   |                                | 서울특별시 중구 다산로36나길 7 (신당동)                    |                                                      |
| 서울역전우체국           |                                | 서울특별시 중구 통일로 21 (봉래동2가)                      | 2025년 1월 2일 폐국                                  |
| 서울을지로4가우체국      |                                | 서울특별시 중구 을지로 154-2 (을지로4가)                   |                                                      |
| 서울을지로6가우체국      |                                | 서울특별시 중구 을지로 228 (을지로5가)                     | 2016년 10월 4일 폐국                                 |
| 서울충무로2가우체국      |                                | 서울특별시 중구 삼일대로6길 5 (충무로2가)                  |                                                      |
| 서울태평로우체국         |                                | 서울특별시 중구 칠패로 42, 로비층 (봉래동1가)              | 2002년 5월 26일 서울삼성본관빌딩우체국에서 명칭 변경 |
| 서울퇴계로5가우체국      |                                | 서울특별시 중구 퇴계로 270 (장충동2가)                     |                                                      |
| 서울회현동우편취급국     | 서울회현동우편취급국 전경 사진 | 서울특별시 중구 퇴계로4길 32 (회현동1가)                   |                                                      |
| 서울흥인동우체국         |                                | 서울특별시 중구 다산로 253 (흥인동)                        |                                                      |
| (주)호텔신라우편취급국   |                                | 서울특별시 중구 동호로 249, 직원복지관 지하1층 (장충동2가) | 2017년 9월 1일 폐국                                  |

## 조직
- 우편물류과
  - 물류실
  - 집배1실
  - 집배2실
  - 소통팀
  - 고객지원팀
- 우편영업과
  - 우편영업실
    - 우편창구
- 금융영업과
  - 금융영업실
    - 금융창구
    - 자금·어음교환팀

  - 보험영업실
- 소포영업과
- 지원과
- 경영지도실